# Lunca Râului Doamnei
Lunca Râului Doamnei este o arie protejată (sit de importanță comunitară — SCI) din România, desemnată în scopul protejării biodiversității și menținerii într-o stare de conservare favorabilă a florei spontane și faunei sălbatice, precum și a habitatelor naturale de interes comunitar aflate în arealul zonei de protecție. Aceasta se întinde pe o suprafață de 405,4 ha, integral pe uscat.

## Localizare
Situl Lunca Râului Doamnei se întinde pe teritoriul administrativ al județului Argeș (Coșești, Dârmănești, Domnești, Pietroșani). Centrul acestuia este situat la coordonatele 45°04′05″N 24°51′18″E / 45.068136°N 24.854894°E.

## Înființare
Situl Lunca Râului Doamnei (ROSCI0316) a fost declarat sit de importanță comunitară în septembrie 2011 pentru a proteja 6 specii de animale.

## Biodiversitate
Situată în ecoregiunea continentală, aria protejată conține 2 habitate naturale: Păduri aluvionare cu Alnus glutinosa și Fraxinus excelsior (Alno-Padion, Alnion incanae, Salicion albae), Liziere de ierburi înalte hidrofile de câmpie și de nivel montan până la alpin.
La baza desemnării sitului se află mai multe specii protejate:
- pești (5): moioagă (Barbus petenyi), Eudontomyzon mariae, porcușor de nisip (Romanogobio kesslerii), porcușor de vad (Romanogobio uranoscopus), câră (Sabanejewia balcanica)
- reptile (1): țestoasa de baltă (Emys orbicularis)